# ابرغول زرد

یک ابرغول زرد

یک ابرغول زرد (به انگلیسی: Yellow Supergiant، مخفف:YSG) ابرغولی است که رده F یا G داشته باشد. این ستارگان معمولاً بین ۱۵ تا ۲۰ جرم خورشیدی جرم دارند؛ و این ستارگان مانند دیگر ابرغول‌ها مراحل پایانی زندگی خود را می‌گذرانند و به هلیوم سوزی (یا مراحل بالاتر) رسیده‌اند و سرد هستند.